# مرزن كلاتة
مرزن كلاتة (بالفارسية: مرزن‌کلاته) هي قرية تقع في غلستان في إيران. يقدر عدد سكانها بـ 1,796 نسمة .